# Bataille de Spokane Plains
Guerre des Cœurs d'Alène
La bataille de Spokane Plains est un affrontement de la guerre des Cœurs d'Alène qui eut lieu le 5 septembre 1858 à proximité de la ville actuelle de Spokane dans l'État de Washington. La défaite des Amérindiens par les troupes de l'armée des États-Unis menées par le colonel George Wright marqua la fin du conflit.